# Temple Emanu El (New York City)

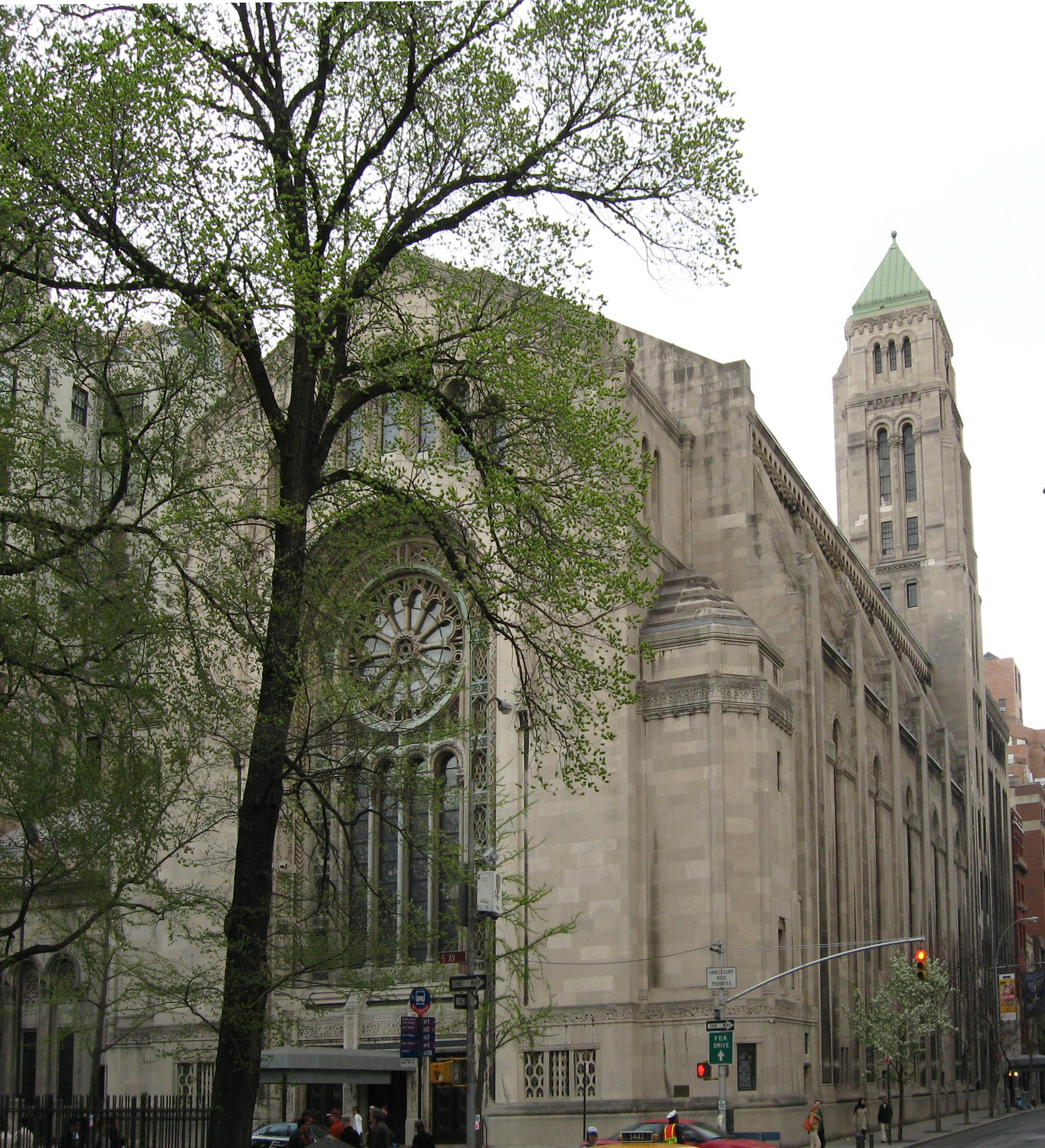
Temple Emanu-El

Der Temple Emanu-El (hebräisch עִמָנו אֵל; dt. „Gott ist mit uns“) ist ein Synagogen-Komplex in New York, an der Fifth Avenue Ecke East 65th Street (Upper East Side) von Manhattan, direkt gegenüber dem Central Park.
Sie gilt gemeinhin als wichtigste Reformgemeinde der Vereinigten Staaten und gehört zu den größten Synagogen der Welt.

## Geschichte
Die Geschichte der Synagoge ist eng verknüpft mit der Geschichte der (reformjüdischen) Synagogen-Gemeinde Emanu-El, die 1845 von deutschen Einwanderern gegründet worden war. Im Jahre 1868 beschloss man, für die wachsende Gemeinde ein eigenes Synagogen-Gebäude zu errichten, da die für gottesdienstliche Zwecke angemieteten Räume sich rasch als unzureichend erwiesen. Die erste Synagoge der Gemeinde wurde an der Fifth Avenue, Ecke 43. Straße errichtet.

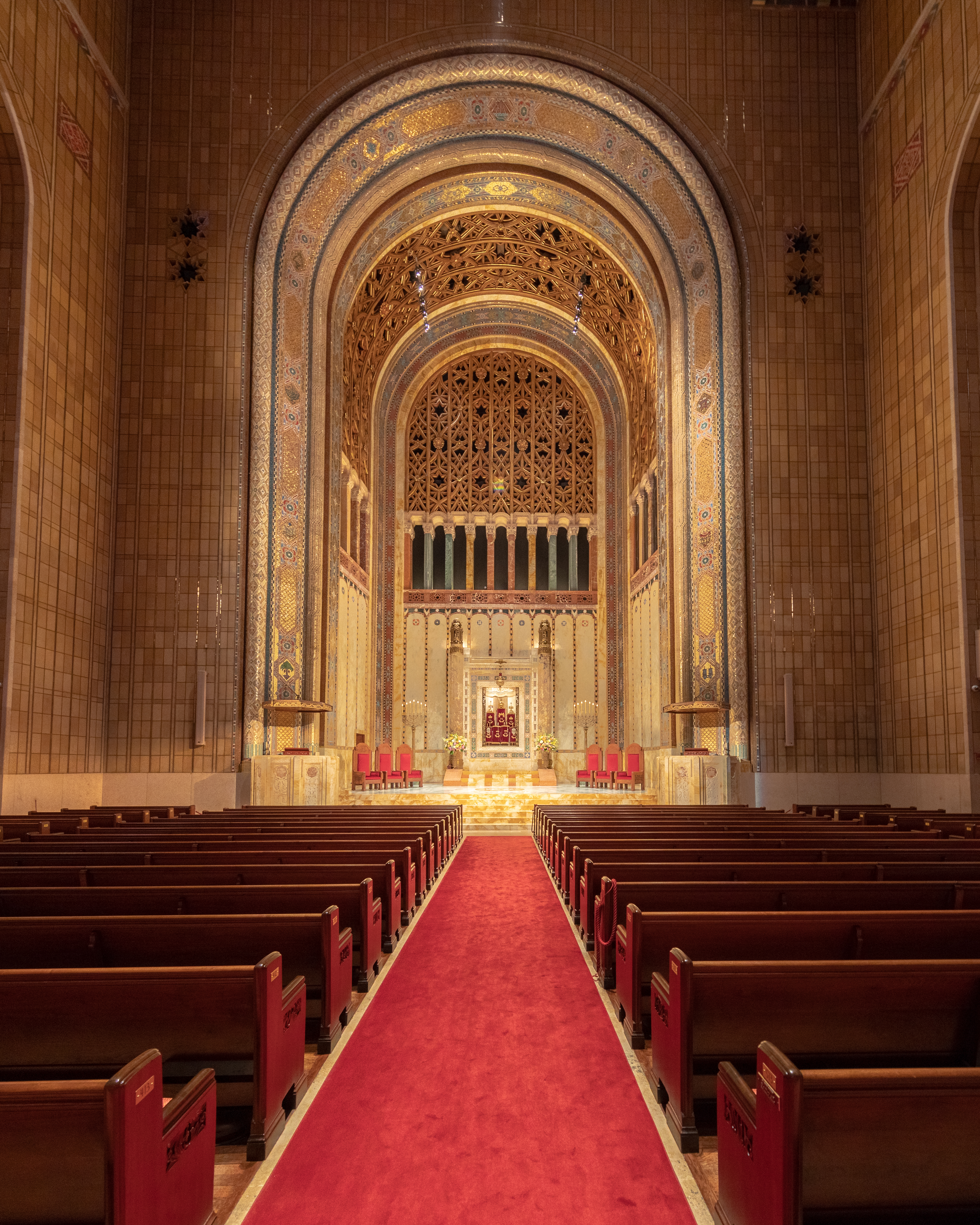
Der Innenraum mit der reich ornamentierten Bima

In den 1920er Jahren wurde die Gemeinde Emanu El mit der jüdischen Gemeinde Beth El vereinigt, deren Synagoge sich an der Fifth Avenue, Ecke 67. Straße befand. Zugleich erwarb die Gemeinde Bauland an der Fifth Avenue, Ecke 65. Straße. 1927 begannen die Bauarbeiten für die Synagoge Emanu El. Die Plänen stammten von den Architekten Robert D. Kohn, Charles Butler und Clarence Stein. 1929 wurde die Synagoge eingeweiht.
Die Synagoge beherbergt neben dem eigentlichen Betraum weitere Räume. Dazu zählen Gemeinderäume und ein Museum, das die Geschichte der Synagogengemeinde und das jüdische Leben in New York zeigt. In der Synagoge finden Lesungen, Filmvorführungen, Musikdarbietungen und diverse Symposien statt.

## Bauwerk

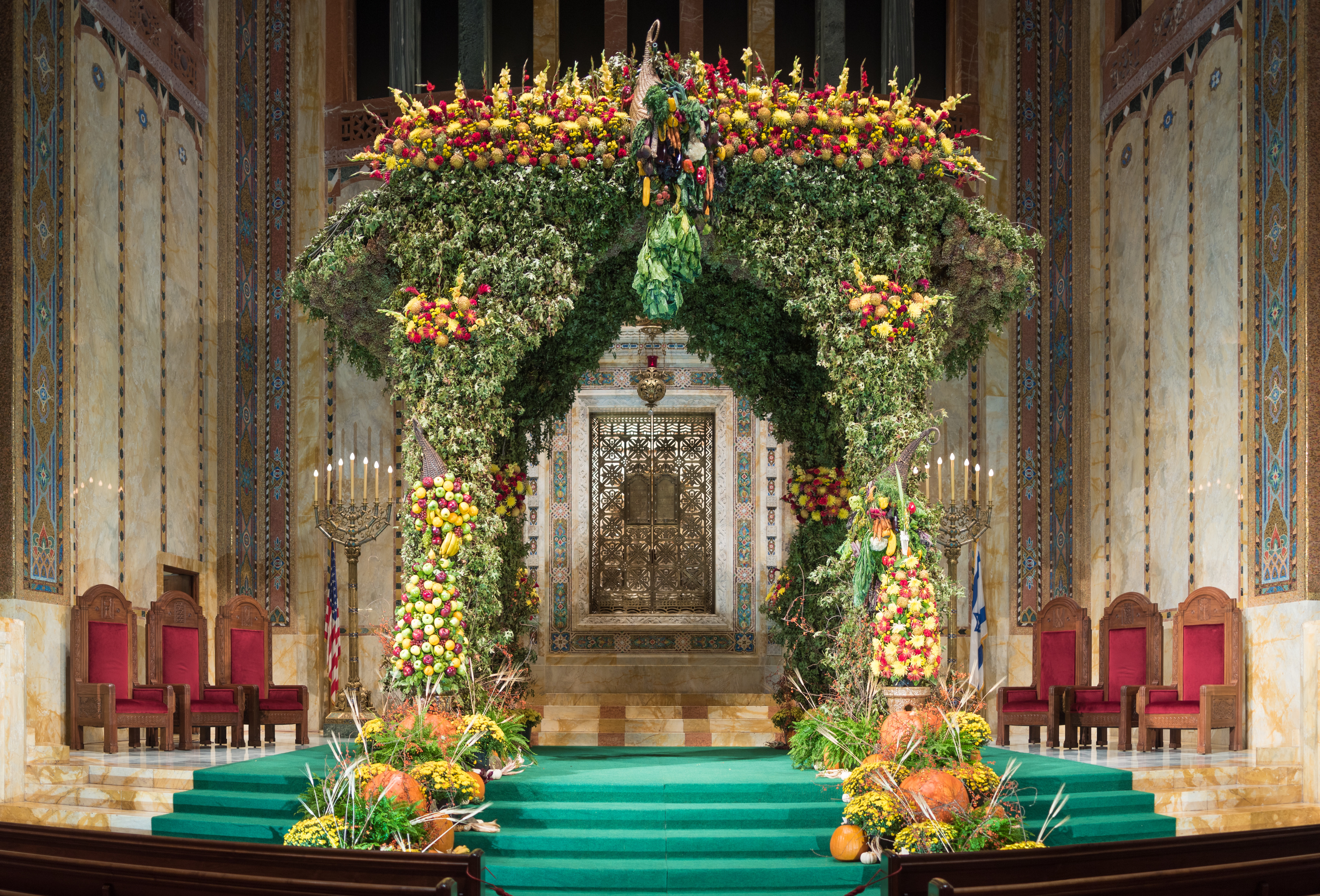
Der Innenraum der Synagoge im Schmuck für das Laubhüttenfest Sukkot

Architektonisch ähnelt der Temple Emanu El einer großen europäischen Kathedrale. Die Synagoge ist aus Sandstein erbaut und weist romanische und byzantinische  Stilelemente auf.
In der Westfassade befindet sich eine große, reich verzierte Fensterfront in Form eines romanischen Bogens. Den oberen Teil bildet eine große Fensterrosette, in deren Mitte sich ein Davidstern befindet, umgeben von zwölf Feldern in Form von Blütenblättern. Oberhalb dieser Fensterfläche befinden sich nebeneinander, jeweils von den Seiten zur Mitte aufsteigend sieben kleine Bogenfenster, welche die Menora symbolisieren. Seitlich der sieben Fenster befindet sich zwei Löwenskulpturen, jeweils auf einer kleinen Rundsäule sitzend. Unterhalb des Fensters befinden sich die Eingangsportale. Die insgesamt sechs Bronzetüren sind mit Symbolen der zwölf Stämme Israels gestaltet.
Der Betraum hat 2.500 Sitzplätze (im Vergleich dazu: die St.-Patricks-Kathedrale hat ca. 2.400 Sitzplätze) und ist damit einer der größten Beträume der Welt. Er ist ca. 23,5 m breit, 45 m lang und ca. 31 m hoch. Angesichts eines ausgeklügelten Strebewerks kommt der Innenraum ohne Stützpfeiler aus. Der Innenraum ist reichhaltig mit maurischen und Art-déco-Mosaiken ausgestaltet.
An der Ostseite schließt sich eine Apsis an, die die Bima bildet. Die Bima wird von zwei Lesepulten flankiert, die sich jeweils an den angedeuteten Eckpfeilern der Apsis befinden. Im Zentrum der Bima an der Ostwand befindet sich der monumentale Thora-Schrein in Form einer Portikus-Anlage, zu der eine dreistufige Treppenanlage hinaufführt. Flankiert wird der Schrein von zwei reichhaltig verzierten Menorot. Oberhalb des Thoraschreins befindet sich in der Ostwand eine angedeutete romanische Fensteranlage, die zweiteilig angelegt wird: Den unteren Teil bildet ein neungliedriger Arkadengang, darüber befindet sich eine verlängerte Rundbogenfläche, in der sich die neun Arkaden fortsetzen, die jedoch in sich selbst aufwändig weiter gegliedert sind. Die Fensterstruktur ist durchgängig zu einem dahinter liegenden Raum, jedoch von diesem durch einen großflächigen Vorhang abgetrennt. In diesem Hinterraum befinden sich die Chorempore und die monumentale Orgel, die vom Betraum aus nicht sichtbar ist.

## Orgel
Die Orgel wurde 1929 von den Orgelbauern Casavant Frères (Kanada) mit 108 Registern auf vier Manualen und Pedal erbaut. Bereits davor verfügte die Synagogalgemeinde über diverse Orgeln. 1956 wurde die Disposition auf 119 Register erweitert.
In den Jahren 2000 bis 2002 wurde die Orgel durch den Orgelbauer Sebastian Glück (New York City) neu errichtet und erweitert. Das symphonisch disponierte Instrument hat heute 114 Register auf vier Manualenwerken, drei frei ankoppelbaren Divisionen (String Ensemble, Tuba Organ, Echo Organ) und Pedal. Die Spiel- und Registertrakturen sind elektro-pneumatisch.
| I Choir Organ C–c4 |        |
| Gemshorn           | 16′    |
| Open Diapason      | 8′     |
| Melodia            | 8′     |
| Gamba              | 8′     |
| Gamba Céleste      | 8′     |
| Dolce              | 8′     |
| Dolce Céleste      | 8′     |
| Principal          | 4′     |
| Chimney Flute      | 4′     |
| Nazard             | 2 ⁄3′  |
| Recorder           | 2′     |
| Tierce             | 1 3⁄5′ |
| Mixture III        |        |
| Bassoon            | 16′    |
| Trumpet            | 8′     |
| Clarinet           | 8′     |
| Clarion            | 4′     |
| Tremulant          |        |
| Celesta            |        |

| II Great Organ C–c4 |       |
| Double Open Diap.   | 16′   |
| Bourdon             | 16′   |
| First Open Diap.    | 8′    |
| Second Open Diap.   | 8′    |
| Third Open Diap.    | 8′    |
| Open Flute          | 8′    |
| Chimney Flute       | 8′    |
| Gemshorn            | 8′    |
| Prinzipal           | 4′    |
| Octave              | 4′    |
| Harmonic Flute      | 4′    |
| Twelfth             | 2 ⁄3′ |
| Fifteenth           | 2′    |
| Cornet V            |       |
| Mixture Major V-VII |       |
| Sharp Mixture IV    |       |
| Double Trumpet      | 16′   |
| Trumpet             | 8′    |
| Clarion             | 4′    |
| Chimes              |       |
| Celesta             |       |

| III Swell Organ C–c4 |     |
| Bourdon Doux         | 16′ |
| Open Diap.           | 8′  |
| Stopped Diap.        | 8′  |
| Flûte harm.          | 8′  |
| Viole de Gambe       | 8′  |
| Voix Céleste         | 8′  |
| Æoline               | 8′  |
| Flûte Conique        | 8′  |
| Flûte Celeste        | 8′  |
| Principal            | 4′  |
| Flauto Traverso      | 4′  |
| Violina              | 4′  |
| Piccolo              | 2′  |
| Sesquialtera I-II    |     |
| Clear Mixture III    |     |
| Full Mixture III-IV  |     |
| Bombarde harm.       | 16′ |
| Trompette harm.      | 8′  |
| Hautbois             | 8′  |
| Voix Humaine         | 8′  |
| Clairon harm.        | 4′  |
| Tremulant            |     |

| IV Solo Organ C–c4 |     |
| Stentorphone       | 8′  |
| Major Open Flute   | 8′  |
| Violoncello        | 8′  |
| Fugara             | 4′  |
| Grand Chorus V     |     |
| Harmonics V        |     |
| Tremulant          |     |
|                    |     |
| Bombarde harm.     | 16′ |
| Trompette harm.    | 8′  |
| French Horn        | 8′  |
| English Horn       | 8′  |
| Orchestral Oboe    | 8′  |
| Clairon harm.      | 8′  |
| Chimes             |     |
| Celesta            |     |

| String Ensemble C–c4 |     |
| Contra Gamba         | 16′ |
| Grand Gamba          | 8′  |
| Grand Gamba Céleste  | 8′  |
| First Violin         | 8′  |
| Second Violin        | 8′  |
| Third Violin         | 8′  |
| Viola                | 4′  |
| Viola Céleste        | 4′  |
| Cornet des Violes V  |     |
| Tremulant            |     |

| Tuba Organ C–c4  |     |
| Tuning Reference | 4′  |
| Chazozerot       | 16′ |
| Chazozerot       | 8′  |
| Chazozerot       | 4′  |

| Echo Organ C-c4 |    |
| Open Diapason   | 8′ |
| Cor de Nuit     | 8′ |
| Viole Ætheria   | 8′ |
| Voix Mystica    | 8′ |
| Spire Flute     | 4′ |
| Shofar          | 8′ |
| Musette         | 8′ |
| Tremulant       |    |

| Pedal Organ C–g1    |         |
| Grand Open Bass     | 32′     |
| Open Diapason Wood  | 16′     |
| Open Diapason Metal | 16′     |
| Violone             | 16′     |
| Dulciana            | 16′     |
| Gemshorn            | 16′     |
| First Bourdon       | 16′     |
| Second Bourdon      | 16′     |
| Bourdon Doux        | 16′     |
| Quint               | 10 2⁄3′ |
| Principal           | 8′      |
| Open Flute          | 8′      |
| Violoncello         | 8′      |
| Stopped Flute       | 8′      |
| Fifteenth           | 4′      |
| Flute               | 4′      |
| Mixture IV          |         |
| Contra Trombone     | 32′     |
| Trombone            | 16′     |
| Bassoon             | 16′     |
| Trumpet             | 8′      |
| Clarion             | 4′      |

| Echo Pedal Organ C–g1 |     |
| Sub Bass              | 16′ |
| Principal             | 8′  |
| Stopped Flute         | 8′  |

- Koppeln:
  - Normalkoppeln: I/II, I/III, II/I, II/IV, III/I, III/II, IV/I, IV/II, I/P, II/P III/P, IV/P, Echo/I, Echo/II, Echo/IV, Echo/P, Tuba/I, Tuba/II, Tuba/IV, Tuba/P, String an I, II, III, IV, P
  - Suboktavkoppeln: I/I, I/II, I/III, III/I, III/II, III/III, IV/II, IV/IV, III/P, String/String,
  - Superoktavkoppeln: I/I, I/II, I/III, III/I, III/II, III/III, IV/II, IV/IV, III/P, String/String, Echo/Echo